# Ochropleura
Genre
Ochropleura est un genre de lépidoptères (papillons) de la famille des Noctuidae.

## Liste d'espèces
Selon BioLib (31 mars 2018) :
- Ochropleura creatochroa Krüger, 2005
- Ochropleura distriata Krüger, 2005
- Ochropleura leucogaster (Freyer, 1831)
- Ochropleura plecta (Linnaeus, 1761)
- Ochropleura reductistriga Krüger, 2005

## Espèces rencontrées en Europe
- Ochropleura leucogaster (Freyer, 1831)
- Ochropleura plecta (Linnaeus, 1761)
  - Ochropleura plecta plecta (Linnaeus, 1761)
  - Ochropleura plecta unimacula (Staudinger, 1859)